# Edoardo Colombo (calciatore 1899)
Edoardo Colombo (Milano, 17 febbraio 1899 – Dolcè, 28 giugno 1920) è stato un calciatore italiano, di ruolo portiere.

## Carriera
Cresciuto nel Milan, con la squadra rossonera ha disputato alcune amichevoli negli anni in cui il calcio ufficiale era fermo a causa della prima guerra mondiale. Ha poi disputato le prime tre partite della stagione 1919-1920 nelle file del Pavia, esordendo il 12 ottobre 1919 nella partita Enotria Goliardo-Pavia (3-2); le altre sette partite le ha giocate Giuseppe Scotti, poiché Edoardo morirà ventunenne pochi mesi dopo.
I suoi resti sono tumulati nel Tempio della Vittoria, a Milano.